# Gnathia nkulu
Gnathia nkulu is een pissebed uit de familie Gnathiidae. De wetenschappelijke naam van de soort is voor het eerst geldig gepubliceerd in 2000 door Smit & Van As.